# Wachau, Bautzen
Wachau là một đô thị ở huyện Bautzen, bang Sachsen, Đức. Đô thị Wachau, Bautzen có diện tích 38,07 km², dân số thời điểm ngày 31 tháng 12 năm 2006 là 4511 người.